# І покохав слон свиню
«І покохав слон свиню» (англ. An Elephant Makes Love to a Pig) — п'ятий епізод серіалу «Південний Парк», його прем'єра відбулася 10 вересня 1997 року. На DVD з першим сезоном серіалу творці серіалу поміняли назву на «Слон трахає свиню» (англ. An Elephant Fucks a Pig); мабуть, ця назва була початковою.

## Сюжет
На початку епізоду діти стоять на зупинці. Несподівано Стен, Кенні і Картмен помічають, що поруч з Кайлом знаходиться величезний слон. Це — новий домашній вихованець Кайла, проте мати зовсім не збирається дозволяти йому залишити слона у себе вдома. Також Картмен і Кайл звертають увагу на те, що у Стена під оком синець; виявляється, його сестра Шеллі має звичку бити брата. Картман ділиться своїми думками про те, що його ніколи б не побила баба, а якщо тільки вона спробує, він відправить її прати білизну і готувати йому їжу. Коли діти сідають в автобус, вони брешуть міс Крабтрі, що слон — це дитина з затримкою в розвитку, і та радить «бідній дівчинці» сісти в автобус школи інвалідів. «Ніде тобі немає місця» — говорить Кайл слону.
У класі містер Гаррісон розповідає дітям про генну інженерію. Кайлу спадає думка, що можна схрестити слона з свинею і в результаті вивести породу «маленьких вислобрюхих слоників». Містер Гаррісон пропонує цю ідею як науковий проєкт для четвірки; проте хлопчик з класу Терренс заявляє, що клонує цілу людину раніше, ніж ті створять вислобрюхого слоника.
Вночі діти, взявши свинку Картмена Флаффі (попри те, що той обіцяє не давати її ображати) вирушають в страшну генетичну лабораторію, що стоїть на горі. Там живе доктор Альфонс Мефесто з мовчазною людиномавпою Кевіном; головною справою вченого є створення істот з декількома дупами. Мефесто каже, що ідея хлопчиків нездійсненна, і несподівано бере трохи крові у Стена. Діти з переляку тікають.
Шеф пояснює дітям, що генетичні експерименти — не найкращий шлях у розв'язанні їх проблеми; слон і свиня повинні зайнятися коханням. Для цього діти створюють тваринам еротичну атмосферу: споюють їх і змушують слухати романтичну пісню Шефа за участю Елтона Джона, флюїди якої охоплюють все місто. Нарешті, Шеф говорить дітям, що ті можуть споглядати велике таїнство природи; однак тим зовсім не подобається те, що вони бачать. На наступний ранок слон і свиня в сповнені жаху від вчорашнього; Шеф пояснює, що немає нічого страшнішого, ніж прокинутися вранці поряд з якою-небудь свинею.
Терренс виявляється племінником доктора Мефесто; той втілює в життя ідею людського клону, з краплі крові створивши дефективну і потворну гігантську подобу Стена. Воно вирушає руйнувати місто. Тільки з самим Стеном клон здатний спілкуватися спокійно. Стен приводить клону додому, щоб той відлупцював Шеллі за те, що вона постійно його б'є. Проте, Шеллі виявляється сильнішою за клона. Зрештою клона вбиває сам Мефесто, а Шеллі, раптово нібито перейнявшись сестринською любов'ю до Стена, знову б'є брата.
Як науковий проєкт Теренс з друзями представляють в класі одне з багатодупих створінь Мефесто. Гаррісон вважає, що у компанії Стена не залишилося шансів, адже Флаффі так і не народила. Раптово свинка народжує прямо в класі, але потомство її нагадує не слона, а містера Гаррісона, і той присуджує їй перший приз в конкурсі.

## Смерть Кенні
Клон Стена кидає Кенні в мікрохвильовку, «готуючи» його.

## Персонажі
У цьому епізоді вперше з'являються:
- Альфонс Мефесто і Кевін
- Шеллі Марш
- Шерон Марш
- Флаффі
- Том, телеведучий

У класі сидять (зліва направо): Білл; Бібі; Клайд; Фоссі; Картман; токен; Кевін; Кайл; Дог Пу; Кенні; Стен; Енні; Берта. Трохи пізніше в тій же сцені в класі з'являються Піп і Терренс (перша поява), а у фінальній сцені в класі знаходиться також Баттерс.

## Пародії
Фінальна фраза Картмена «That'll do, pig» (в російській перекладі — «Молодець, свинка») була взята з фільму «Чотириногий малюк».
Сцена, коли Мефесто вбиває клона Стена, а Теренс кричить: «Тату, ні-і-і-і-і!», пародіює епізод з фільму «Ознака», коли герой Грегорі Пека намагається вбити Деміена в церкві.

## Факти
У спецавтобус для дітей з відхиленнями можна помітити дитину, виглядає точнісінько як Дог Пу.
Картмен кричить на Кайла в перестрілці: «Чого б тобі не звалити в Сан-Франциско, до решти євреїв?» Через дев'ять сезонів, в епізоді «Загроза самовдоволення!», вся сім'я Кайла переїжджає в Сан-Франциско, причому Картмену потім доводиться рятувати їх життя.
Сцена, в якій Піп запитує Стена, Кайла, Кенні і Картмана: "Що у нас сьогодні на ланч? Ланчі-Манча «, — взята з невипущеного (пізніше він вийшов на DVD) в початковій редакції пілотного епізоду» Картман і анальний зонд ". У своїх словах Піп прямо цитує слова свого повного тезки Філліпа Пірріпа з роману Чарльза Діккенса «Великі сподівання»; пізніше ідентичність цих персонажів підтвердилася в серії «Піп».
У цій серії вперше є натяк на те, що мати Картмана курить крек і веде нерозбірливу статеве життя. У своєму монолозі Ерік згадує, що вона «трахається з якимось мужиком на татовому ліжку», хоча в епізоді 113 з'ясовується, що у Картмана не тільки не було батька, але і що він ніколи не говорив про це з матір'ю.
Голос Елтона Джона в пісні Шефа не справжній — його спародіював Трей Паркер. Надалі Елтон Джон сам озвучив себе в «Південному парку», в серії 214 «Шефська допомога».
Коли Стен-мутант жбурляє містера Гаррісона, той розбиває вікно магазину Джимбо «Jimbo's Guns».
У короткому фрагменті, коли друзі з клоном Стена заходять в будинок Маршів, біля нього можна помітити Спаркі.
Шерон хвилюється, чи не підсів чи Стен на наркотики. Надалі тема занепокоєння батьків Стена з цього приводу буде розкрита в серії 6 сезону «Я і моє майбутнє».
Сцену, коли Шеф «створює настрій» слону і свині, щоб вони зайнялися коханням, учасник команди творців серіалу Алі Шайнгл називає своїм улюбленим моментом в серіалі.
Спочатку в епізоді була сцена, в якій Шеллі кидається в Стена запаленими сірниками, проте керівництво Comedy Central її ВИРІЗАЛО, щоб діти не почали кидатися сірниками один в одного, не дивлячись на те, що серіал не рекомендований для перегляду дітям до 17 років.